# Гомельский, Владимир Александрович
Влади́мир Алекса́ндрович Го́мельский (р. 20 октября 1953) — российский телекомментатор, журналист, писатель. Советский баскетболист, всю карьеру (4 года) проведший в ЦСКА. В 1973 году получил звание «Мастер спорта СССР международного класса». Четырёхкратный чемпион СССР, обладатель Кубка СССР. Заслуженный тренер РСФСР (1985).
В 1989 году дебютировал в качестве спортивного комментатора. Начиная с этого времени, он работал на таких каналах, как ОРТ/Первый, НТВ, РТР, «31-й канал», 7ТВ и «Матч ТВ».
С 2008 года начал работать закадровым комментатором на развлекательных шоу «Первого канала»: «Ледниковый период», «Лёд и пламень» и «Болеро».
Автор четырёх книг: «НБА» (2007), «Папа. Великий тренер» (2008), выпущенных издательством «Городец» и изданных издательством «Эксмо» книг «Как играть в баскетбол» (2015) и «Легендарный финал 1972 года. СССР и США» (2017).

## Биография

### Детство
Родился 20 октября 1953 года в Ленинграде, в спортивной семье Александра Гомельского и Ольги Павловны Журавлёвой. Отец был одним из самых титулованных тренеров СССР по баскетболу, в составе сборной: восьмикратный чемпион Европы, двукратный чемпион мира, олимпийский чемпион. Мать Ольга Павловна — заслуженный мастер спорта СССР, чемпионка Европы и СССР по баскетболу.
Когда родился Владимир, отец уже был известным тренером. С лета 1953 года он служил начальником физической подготовки полка дальней авиации, который базировался в Латвии. Во время службы отца Владимир Гомельский вместе с матерью жил в Ленинграде. Там же жили обе бабушки и дедушка Владимира, у которых он часто гостил. В скором времени Александру Гомельскому дали комнату в доме офицеров, который располагался в Риге, и жена с сыном переехала жить к мужу. В то время Александр Гомельский был прикомандирован к спортивному клубу армии в Риге и участвовал в создании новой баскетбольной команды — рижского СКА.
Младший брат Владимира, Александр, родился в 1956 году. Для того, чтобы в графе «место рождения» младшего сына стоял родной город Ольги Гомельской, она вместе с Владимиром отправилась рожать в Ленинград. Одним из самых сильных впечатлений детства для Владимира Гомельского стало триумфальное возвращение отца с Олимпийских игр в Мельбурне 1956 года. На этой олимпиаде Александр Гомельский впервые выступал в роли одного из тренеров сборной СССР, а также являлся одним из арбитров соревнований.
Отец являлся тренером клубной команды, а также одним из тренеров сборной СССР, поэтому он приезжал в Ригу всего на два-три дня несколько раз в месяц. В отсутствие отца воспитанием ребёнка занимались мать и дядя — Евгений Яковлевич. В 1957—1961 годах он являлся студентом Рижского института физкультуры, затем стал олимпийским чемпионом и заслуженным тренером СССР. Евгений Гомельский научил Владимира читать уже в четыре года и на всю жизнь привил любовь к литературе. Ещё дошкольником Владимир читал книги таких авторов, как: Рафаэль Сабатини, Джеймс Фенимор Купер, Александр Беляев, а также другие произведения. От бабушки по отцовской линии Фаины, которая была учителем русского языка, Владимир получил умение говорить литературным языком, а также хорошую дикцию
В 1959 году семье Гомельских выделили квартиру в Риге.

### Первые шаги в баскетболе
Владимир Гомельский начал с детства интересоваться баскетболом. Научиться играть ему помогли родители, а также бабушка Нина Яковлевна Журавлёва, которая была баскетболисткой, а позднее тренировала женский баскетбольный клуб «Спартак» из Ленинграда. В квартире у Гомельских хранился Кубок европейских чемпионов, выигранный СКА в 1957 году. Трофей был выполнен в виде кольца с сеткой, именно в него Владимир делал свои первые броски игрушечным мячиком.
Первый баскетбольный матч Гомельский посетил, когда ещё его возили в детской коляске. После этого он не пропускал ни одного домашнего матча команды отца в небольшом зале с тремя рядами скамеек вместо трибун. В 1961 году во многом благодаря Александру Гомельскому был построен рижский дворец спорта «Даугава» на три тысячи зрителей. Вместе с братьями на матчи приходила их мать и учила их анализировать то, что происходило на площадке. Владимир Гомельский начал вдумчиво смотреть матчи, оценивать действия игроков, а позднее вести свою собственную статистику. Бабушка Нина Васильевна расчерчивала обыкновенную тетрадку, в которую Гомельский заносил действия игроков на площадке, а в перерыве мог выдать отцу статистику по любому игроку. Во время собственной тренерской работы Гомельский пользовался системой ведения статистики, которую придумала его бабушка.
В 1961 году Владимир Гомельский пошёл в школу, в ней был баскетбольный зал, в котором два раза в неделю вела занятия его мать. Во втором классе родители перевели его в единственную школу с углублённым изучением английского языка в Риге. В баскетбольную секцию принимали с 11 лет, поэтому до этого срока Гомельского отдали в секцию по плаванию. Один год братья Гомельские ходили плавать в бассейн дворца спорта «Даугава», следующий год Владимир Гомельский занимался лёгкой атлетикой и только после этого попал в детскую баскетбольную секцию при СКА. Он занимался в том же зале, где тренировался основной состав команды, первым его баскетбольным тренером стал Пауль Кресс — бывший игрок рижского СКА.
Владимир Гомельский был самым младшим в группе, а также он практически не говорил по-латышски. Но он старался и вскоре уже свободно говорил с тренером и партнёрами по команде, а в четвёртом классе его освободили от уроков латышского языка в школе. Через год Гомельский стал разыгрывающим среди ребят на год старше его. Эта команда стала второй среди юношей Риги, что позволило поехать на первенство уже среди команд Латвии 1965 года. На этом турнире команда Гомельского заняла второе место.
В 1965 году Гомельский в качестве зрителя поехал на чемпионат Европы по баскетболу в Москву. Он проводил во Дворце спорта «Лужники», где проходили соревнования, по девять часов в день, не пропуская ни одной игры. На том турнире сборная СССР выиграла золотые медали.

### Переезд в Москву
В 1966 году Александр Гомельский был назначен главным тренером ЦСКА, и вместе с семьёй переехал в Москву. Ему выделили квартиру в «Генеральском доме» около метро «Сокол», где жили многие знаменитые «армейцы»: Валентин Бубукин, Валентин Николаев, Анатолий Тарасов, Алексей Гринин и другие, они тепло приняли Гомельских и дружили с ними семьями.
В Москве новым тренером Владимира Гомельского стал Альфред Николаевич Зинин, он сформировал одну из лучших молодёжных команд в стране. Летом 1967 года Гомельский отправился на свои первые сборы, посвящённые предстоящему первенству вооружённых сил. В 1971 году окончил школу № 7 (сейчас № 1287) и поступил на экономический факультет МГУ, он набрал максимальное число баллов на экзаменах и выдержал конкурс 17 человек на место. Гомельскому предоставили право на выбор кафедры, и он остановился на кафедре экономики зарубежных стран, со специализацией на англоговорящих странах Экваториальной Африки.
Гомельский продолжал спортивную карьеру, он начал выступать за баскетбольную команду МГУ, а также приступил к тренировкам с командой «Буревестник». В 1972 году был вызван в юниорскую сборную СССР. В этом же году был возобновлён розыгрыш Кубка СССР, проведение соревнования совпало со сбором сборной СССР, посвящённым подготовке к летним Олимпийским играм в Мюнхене. Из-за этого в кубке не мог принять участие основной состав ЦСКА в лице Ивана Едешко, Сергея Белова, Станислава Ерёмина, Владимира Андреева, Алжана Жармухамедова, Валерия Милосердова и Евгения Коваленко. Команде не хватало центрового, двух форвардов и пары защитников, поэтому вместе с проверенными игроками — Александром Кульковым и Вадимом Капрановым — в состав был включён ряд молодых игроков, в том числе и Гомельский. ЦСКА завоевал кубок, обыграв в финале «Динамо» Тбилиси, — это был первый трофей для Гомельского. В 19 лет он получил звание мастера спорта, а через два года мастера спорта международного класса. В декабре 1972 года отец принял решение включить его в состав ЦСКА.

### ЦСКА
В марте 1973 года Гомельский впервые вышел в составе стартовой пятёрки ЦСКА в матче против «Жальгириса», а в следующий раз против «Калева». Летом 1973 года после сдачи экзаменов Гомельский не пропустил ни одного турнира, он участвовал в Спартакиаде дружественных армий и первенстве Вооружённых сил СССР.
В составе ЦСКА с 1973 по 1975 год Гомельский выиграл три чемпионата СССР, а в 1975 году Спартакиаду дружественных армий в составе сборной Вооружённых сил СССР. Однако из-за того, что его отец являлся главным тренером команды, не получал достаточно игрового времени на площадке.
Наш российский, тогда ещё советский менталитет прикрыл ему дорогу на первые роли на площадке, на которые он мог рассчитывать как игрок. Можно подумать, что по „блату“ можно забрасывать мяч в корзину, давать точные пасы.Евгений Яковлевич Гомельский
Гомельскому удавалось сочетать большой спорт с учёбой в МГУ, первые курсы он окончил отличником, а последующие окончил без троек. Но в 1976 году пропустил военные сборы, организованные МГУ, из-за того, что участвовал в международном турнире в США, и был отчислен из университета. Был призван на службу, где через несколько месяцев получил звание младшего лейтенанта. Декан факультета Михаил Васильевич Солодков, который являлся большим поклонником спорта, дал возможность Гомельскому сдать экзамены за пятый курс экстерном и допустил его к государственным экзаменам. Однако офицеры советской армии не имели права учиться на очном отделении, поэтому вместо диплома Гомельскому была выдана академическая справка.

### Тренерская карьера
В 1977 году Гомельский получил тяжёлую травму во время матча с московским «Динамо» — разрыв ахиллова сухожилия. После неудачной операции в течение года пытался восстановиться, но сухожилие неправильно срослось и болело под воздействием нагрузки, на этом для него закончилась карьера баскетболиста. После того как Гомельский узнал, что больше не сможет выступать на высоком уровне, он испытал большой стресс, начал курить. Семья, близкие и коллектив ЦСКА поддержали его и летом 1978 года предложили занять должность начальника детско-юношеской спортивной школы ЦСКА по баскетболу. Гомельский согласился с условием, что ему можно будет заниматься тренерской деятельностью. Через год был назначен помощником главного тренера дублирующего состава «армейцев», в то время им был Анатолий Константинович Астахов. Команда, преимущественно состоявшая из юношей 1961 года рождения, выиграла первенство СССР среди дублирующих команд, которое проходило в Алма-Ате.
В мае 1979 года команда Гомельского отправилась на первенство СССР среди дублирующих составов, которое проходило в городе Клайпеда. ЦСКА уверенно обыгрывал своих оппонентов, пока не встретился с командой тбилисского «Динамо». Во время матча динамовец грубо нарушил правила на капитане ЦСКА Воронцове, что привело к его травме. За товарища заступился Александр Ширшов, но не рассчитал силу и отправил грузинского игрока в нокаут. На паркете началась потасовка, которая привела к драке команда на команду. Этот инцидент получил огласку и стал предметом разбирательства. Несмотря на победу в турнире, Гомельский был отстранён от тренерской работы с формальной причиной — отсутствие профильного образования. Гомельский решил получить тренерское образование, для этого он поступил в ГЦОЛИФК сразу на третий курс. В 1980 году окончил обучение и получил диплом по специальности «тренер-преподаватель по баскетболу».
В 1980 году Гомельский был назначен помощником главного тренера ЦСКА Юрия Селихова. В то время в команде играли звёзды советского баскетбола: Станислав Ерёмин, Сергей Тараканов, Андрей Лопатов, Иван Едешко, Валерий Милосердов, Евгений Коваленко и Анатолий Мышкин, с которым Гомельский будет работать в качестве коллеги-журналиста на канале «НТВ-Плюс Баскетбол». ЦСКА уверенно одержал победу в чемпионате СССР и дошёл до полуфинала Кубка европейских чемпионов, где должен был встретиться с «Маккаби» Тель-Авив из Израиля. Команда отправилась в Амстердам, где должен был состояться матч. Начальник политотдела ЦСКА, который также являлся главой делегации, был уличён в финансовых махинациях. По возвращении в Москву оба тренера ЦСКА Гомельский и Селихов лишились своих постов, их обвинили в том, что они знали о махинациях и сознательно умолчали о них.
В 1981 году после отчисления из ЦСКА Гомельский устроился тренером в СКА Юго-Восток (СКА ЮГВ) в Венгрии. Он проработал с этим клубом четыре с половиной года, в этот период был откомандирован на два сезона в СКА Киев. В первый год работы команда заняла восьмое место, а во второй — шестое. В Киеве Гомельский руководил известными игроками, среди которых выделялся Виктор Бережной.
В 1986 году Гомельский закончил работу в Венгрии и вернулся в Москву для того, чтобы возглавить сборную РСФСР. Он готовил команду к летней Спартакиаде народов СССР, баскетбольные соревнования проходили в Киеве, и сборная РСФСР заняла на них третье место. За это достижение Гомельский был удостоен звания заслуженного тренера РСФСР.
В дальнейшем Гомельский работал тренером в СКА Московского военного округа, а также заместителем начальника учебно-методического отдела и главным тренером по олимпийским видам спорта. В 1987 году он временно исполнял обязанности начальника СКА МВО, а после успешного выступления спортсменов из МВО на Олимпиаде в Сеуле был назначен начальником СКА МВО уже на постоянной основе. Ему присвоили звание майора советской армии. За время руководства Гомельского СКА МВО занимал первое место среди военных округов СССР, клуб объединял в себе более трёх тысяч спортсменов и двести тренеров по 86 видам спорта. После конфликта с начальством Гомельский подал рапорт на увольнение и ушёл из армии.

### Бизнес и журналистика
В 1990 году Гомельский уволился из армии и сосредоточился на предпринимательской деятельности. Он занимался организацией спортивно-оздоровительного кооператива, а также являлся вице-президентом одной из первых команд по американскому футболу в СССР — «Московских медведей». В группе «МОСТ» поработал начальником международного отдела.
В 1989 году состоялся дебют Гомельского на телевидении в программе «Лучшие игры НБА». Это была 45-минутная передача с нарезкой лучших моментов из игр НБА. В 1990 году начал комментировать матчи НБА в дуэте с Владимиром Фомичёвым. С 14 лет Гомельский собирал различные материалы, связанные с НБА, поэтому за содержательную часть комментария он не переживал. Труднее ему было справиться с волнением.
Помню, первые пять минут своего дебютного выхода в эфир просто молчал. Потом потихоньку начал выдавать связные предложения, даже импровизировать. Так мы отработали три передачи. А на запись четвёртой напарник не пришёл — командировка. Вот тут-то и состоялось моё истинное боевое крещение.Владимир Гомельский
После 1990 года Гомельский начал комментировать игры чемпионата НБА в дуэте со своим отцом. Затем, по рекомендации Шамиля Тарпищева, занял должность заместителя генерального продюсера в Спортивно-продюсерском центре на недавно созданном канале ОРТ. В обязанности Гомельского входило формирование всего спортивного сектора канала. На канале выходила ежедневная передача «Семь дней спорта», каждый день был посвящён определённому спорту. Гомельский вёл «Баскетбольный день», который показывали в среду. Именно в это время начал вникать во все тонкости телевидения.
Одним из самых ярких воспоминаний Гомельского была работа на Олимпиаде 1992 года. Там он встретился со своим отцом. Из-за того, что тот работал за границей, они не виделись несколько лет.
Гомельский отработал на канале НТВ баскетбольный сезон 1994—1995.
В 1996 году Гомельский занял место продюсера спортивных программ на 31-м канале. Благодаря его работе заметно возрос интерес к спорту, это привело к тому, что у каждой спортивной программы и даже у некоторых рубрик были свои спонсоры.
С апреля 1997 года Гомельский вернулся на канал ОРТ, он получил должность заместителя продюсера спортивных программ; одновременно с этим там же комментировал трансляции по баскетболу. В августе 1999 года директор канала РТР Александр Завенович Акопов пригласил Гомельского заняться организацией спортивной составляющей канала, а также возглавить дирекцию спортивных программ. Канал РТР провёл удачную трансляцию летних Олимпийских игр в Сиднее 2000 года, по рейтингам он опередил все остальные каналы, в том числе ОРТ. С 2001 по 2003 год являлся заместителем директора Дирекции спортивных программ РТР (позже — канала «Россия»), поскольку её руководителем тогда же стал Василий Кикнадзе.
В мае 2003 года Гомельский стал первым заместителем генерального директора нового канала «Спорт». В октябре того же года он решил перейти на канал 7ТВ на должность заместителя генерального продюсера, после этого на нём начали транслироваться матчи НБА в прямом эфире, которые комментировал сам Гомельский.
В 2004 году по приглашению «Первого канала» Гомельский работал комментатором на летних Олимпийских играх в Афинах. С мая 2005 года был комментатором-консультантом на «Первом канале», а также, с 2010 года, — заместителем директора Дирекции спортивного вещания.
Параллельно, с 2006 по 2015 год, Гомельский работал в телекомпании «НТВ-Плюс» как внештатный сотрудник. В 2006—2011 годах он являлся автором и ведущим программы «Неделя в НБА с Владимиром Гомельским». 28 октября 2011 года в эфир «НТВ-Плюс» вышла новая аналитическая передача «Евролига с Гомельским».
Гомельский был закадровым комментатором на развлекательном телешоу «Ледниковый период-2», которое вышло в эфир 6 сентября 2008 года на «Первом канале», а также в следующем сезоне «Ледниковый период-3», которое впервые было показано 12 сентября 2009 года. В 2010 году продолжил работать в шоу, которое поменяло название на «Лёд и пламень». 5 ноября 2011 года на «Первом канале» стартовало новое телешоу «Болеро», для участия в котором в качестве повествователя был приглашён Гомельский.
С 12 июля 2010 по 3 декабря 2016 года Гомельский был закадровым ведущим «Новостей спорта» в информационных программах «Первого канала».
Гомельский комментировал практически все виды спорта, кроме футбола, вёл репортажи с 12 олимпиад подряд (1992—2012).
С конца декабря 2016 года по начало апреля 2024 года — комментатор баскетбола на телеканале «Матч ТВ». Ранее он периодически появлялся на данном канале в качестве эксперта.
С апреля 2018 года — комментатор в телешоу «Ледниковый период. Дети» на «Первом канале» в паре с Александром Гришиным.
В 2020 году они снова стали комментаторами нового сезона «Ледникового периода».
Сейчас Гомельский ведет свой баскетбольный телеграм-канал.

#### Золотой микрофон
Гомельский три раза получал награду «Золотой микрофон», которая вручается газетой «Советский спорт» лучшему комментатору по итогам года. Первый раз он был награждён в паре со своим отцом в 1994 году за работу на чемпионате мира в Торонто. Следующий раз — в 2005 году после Олимпийских игр В Афинах. В третий раз получил награду в 2010 году.

#### Критика
Существует мнение, что когда Гомельский комментирует игры ЦСКА, он болеет за него. Сам Гомельский подтверждает это, говоря, что он не может не болеть за ЦСКА.

##### Инцидент с Быковым
1 сентября 2010 года Гомельский выступил с резкой критикой разыгрывающего сборной России Сергея Быкова. Он допустил несколько потерь мяча в игре против сборной Кот-д’Ивуара, которую сборная России выиграла со счётом 72:66.
Очень жалко, что у нас некоторые игроки получают высокую зарплату только за то, что у них есть российский паспорт. Быков — как раз тот самый случай. Если человека мотивируют цветные фантики, то лучше и честнее сидеть на лавке и не проситься на паркет. То, что Сергей сегодня в концовке матча был худшим в составах обеих команд, бросалось в глаза. Его потери на обводке – просто непростительны!Владимир Гомельский
В последующих интервью Гомельский говорил, что не собирается извиняться перед Быковым.

##### Инцидент с Коробковым
Во время трансляции матча ЦСКА против «Олимпиакоса» Гомельский, комментировавший встречу, назвал игрока ЦСКА Павла Коробкова «дебилом». В дальнейшем он извинился перед баскетболистом, а также дал большое интервью, в котором признал, что «перешёл грань». В то же время баскетболисты команды «Нижний Новгород» решили поддержать бывшего одноклубника, выйдя на очередной матч в игровой форме с надписью «Я не дебил».

### Выход книг
В 2007 году издательством «Городец» была выпущена книга Гомельского под названием «НБА». В честь 60-летия НБА он написал книгу об истории лиги, а также о великих игроках и тренерах. В 2008 году в свет вышла вторая книга Гомельского «Папа», посвящённая его отцу Александру Гомельскому. Последующие книги Гомельского были выпущены издательством «Эксмо»: «Как играть в баскетбол» (2015) и «Легендарный финал 1972 года. СССР и США» (2017), посвящённую 45-летию финала баскетбольного турнира в рамках Летних Олимпийских игр 1972 года в Мюнхене.

## Личная жизнь
Женат на Ларисе Гомельской — мастере спорта по художественной гимнастике. На данный момент[какой?] работает координатором по гостям из мира спорта в программе «Доброе утро» на «Первом канале». Имеет двух детей — дочь Ольгу от первого брака (род. 1980) и сына Илью (род. 1985). Часто проводит выходные дни с семьёй в загородном доме в Бронницах.
Гомельский интересуется литературой, у него имеется обширная домашняя библиотека из нескольких тысяч томов. Владимир Александрович предпочитает жанр социологической фантастики и любит читать книги таких авторов, как: Айзек Азимов, братья Стругацкие, Рэй Брэдбери и Гарри Гаррисон. Из русских авторов ему близки работы Фёдора Михайловича Достоевского и Антона Павловича Чехова, также он собирает военные мемуары. У Гомельского имеется коллекция перочинных ножей.
Гомельский является поклонником джаза и таких исполнителей, как: Рэй Чарльз, Рэй Коннифф, Фаусто Папетти и Луи Армстронг.

### Личные пристрастия
Любимой командой Гомельского является баскетбольный клуб ЦСКА. В НБА он начал болеть за «Филадельфию Севенти Сиксерс» после того, как был впечатлён игрой Джулиуса Ирвинга. В хоккее поддерживает команду СКА во многом из-за того, что её тренировал его друг Борис Михайлов. Также Гомельский следит за работой таких тренеров, как Валерий Газзаев, Александр Тарханов и Дмитрий Фомин.

## Награды и достижения
- Чемпион СССР: 1972, 1973, 1974, 1976.
- Обладатель кубка СССР: 1972, 1973.
- Серебряный призёр чемпионата СССР: 1975.
- Заслуженный тренер РСФСР: 1986.
- «Золотой микрофон»: 1994, 2005, 2010.

## Список произведений
- Владимир Гомельский. НБА. — М.: Городец, 2007. — 224 с. — 7000 экз. — ISBN 978-5-9584-0165-9.
- Владимир Гомельский. Папа. Великий тренер. — М.: Городец, 2008. — 493, [2] с., [16] л. ил. с. — 7000 экз. — ISBN 978-5-9584-0191-8.
- Владимир Гомельский. Как играть в баскетбол. — М.: Эксмо, 2015. — 256 с. — ISBN 978-5-699-73825-0.
- Владимир Гомельский. Легендарный финал 1972 года. СССР и США. — М.: Эксмо, 2017. — С. 256. — ISBN 978-5-699-91854-6.